# 箕野博司
箕野 博司（みの ひろし、1955年〈昭和30年〉5月17日 - ）は、日本の地方政治家。広島県北広島町長（4期）。

## 来歴
広島県山県郡千代田町（現・北広島町南方）出身。千代田町立千代田中学校、広島県立広島観音高等学校卒業。1979年（昭和54年）3月、広島大学理学部数学科卒業。同年4月、千代田町農業協同組合（後に広島北部農業協同組合→ひろしま農業協同組合広島北部地区）に就職。
2012年（平成24年）3月、広島北部農業協同組合を退職。同年6月、同組合理事を退任。東日本大震災で献身的にボランティアに励む学生たちの姿に刺激され、「自分も郷土のためできることをしなければ」と、翌年の町長選出馬を決意。
2013年（平成25年）3月10日に行われた北広島町長選挙に立候補し、現職の竹下正彦との一騎打ちを制し初当選した。3月13日、町長に就任。
2017年（平成29年）3月5日、新人の加計雅章（元・北広島町議会議員）との一騎打ちを制し再選。投票率76.61％。
2021年3月2日告示、無投票当選（3選）。
2025年3月9日、新人でスポーツインストラクターの渡辺一平との一騎打ちを制し4選。投票率は51.86%。